# غرفة تجارة وصناعة إندونيسيا
غرفة تجارة وصناعة إندونيسيا هي جمعية لمنظمات الأعمال في إندونيسيا. يتكون أعضاء هذه المنظمة من رواد الأعمال أو مجموعة من الشركات الوطنية من مختلف القطاعات، سواء الشركات المملوكة للقطاع الخاص أو التعاونيات أو الشركات المملوكة للحكومة. يقع المقر الرئيسي في جاكرتا، لكنها تعمل في التنسيق والتشاور والتعاون مع الغرف التجارية في جميع أنحاء إندونيسيا.
تأسست المنظمة في 24 سبتمبر 1968 وتم تنظيمها بموجب القانون رقم 1 لعام 1987. الهدف هو تطوير رواد الأعمال الإندونيسيين على أساس روح نبيلة ونظيفة وشفافة ومهنية، فضلاً عن الإنتاجية والمبتكرة التي يجب أن تعزز وتطور بشكل متوازن والتعاون المتآزر والمتناغم، سواء على المستوى القطاعي أو عبر القطاعات بين النطاق الإقليمي والوطني والدولي في سياق خلق مناخ أعمال صحي وديناميكي لتشجيع التوزيع المتكافئ لفرص الأعمال إلى أقصى حد من إندونيسيا عالم الأعمال في المشاركة في تنفيذ التنمية الاقتصادية الوطنية والإقليمية.

## المهام
الغرفة هي منظمة غير حكومية. وهي بمثابة منتدى للاتصال والتشاور بين رجال الأعمال الإندونيسيين وبين رجال الأعمال الإندونيسيين والحكومة، بشأن المسائل المتعلقة بالتجارة والصناعة والخدمات. تشمل وظائف المنظمة ما يلي:
- نشر المعلومات حول السياسات الحكومية في المجال الاقتصادي لرجال الأعمال الإندونيسيين.
- نقل المعلومات عن المشاكل والتطورات في الاقتصاد العالمي وتأثيرها على الاقتصاد الوطني وعالم الأعمال للحكومة ورجال الأعمال.
- توجيه تطلعات واهتمامات رواد الأعمال في قطاع التجارة.
- تنظيم تعليم وتدريب وأنشطة رجال الأعمال الإندونيسيين.
- تنظيم وتعزيز علاقات الدعم المتبادل والمتبادلة المنفعة والتعاون بين رجال الأعمال الإندونيسيين.
- بذل الجهود للحفاظ على الانسجام من ناحية أخرى من خلال منع المنافسة غير العادلة.
- تنظيم وتحسين العلاقات والتعاون بين رجال الأعمال الإندونيسيين ورجال الأعمال الأجانب بهدف التنمية الوطنية.
- تنظيم الترقيات المحلية والأجنبية، والتحليل الإحصائي، ومراكز المعلومات التجارية.
- تعزيز علاقات العمل المتناغمة بين العمال وأصحاب العمل.
- بذل الجهود لتحقيق التوازن والحفاظ على الطبيعة في الجهود المبذولة لمنع الضرر والتلوث.

بالإضافة إلى تنفيذ الأنشطة المذكورة أعلاه، في سياق رعاية رجال الأعمال الإندونيسيين وخلق مناخ أعمال صحي ومنظم، يمكن لغرفة التجارة والصناعة تطوير: خدمات في شكل منح الشهادات والوساطة والتحكيم والتوصيات فيما يتعلق برواد الأعمال الإندونيسيين، بما في ذلك إضفاء الشرعية على المستندات المطلوبة لسير أعمالهم بسلاسة. وأي مهام أخرى تكلف بها الحكومة.